# Jabaliya (bande de Gaza)
Pour les articles homonymes, voir Jabaliya.
Jabaliya ou Jabalia (en arabe: جباليا) est une ville située à l'extrémité nord de la bande de Gaza, à 4 km au nord de la ville de Gaza. Sa population était de 103 646 habitants en 2002. Le camp de réfugiés de Jabaliya est situé à 3 km au nord de la ville.

## Histoire
Jabaliya est connue pour son sol fertile et ses citronniers. Le chef mamelouk Alam ad-Din Sangar al-Gawli y fit don d'un terrain au début du XIVe siècle pour la construction d'une mosquée autour duquel le village est implanté. Il ne reste que le minaret et le portail (3 arches supportées par 4 colonnes) de l'ancienne mosquée, le reste étant de construction moderne.
Un cimetière des périodes byzantine et romaine y a été découvert, ainsi qu'une mosaïque au sol d'une ancienne église byzantine. Cette mosaïque est décorée d'animaux, d'oiseaux, de plantes, d'arbres et de textes écrits.
Le village Beit Lahia est au nord de Jabaliya et est connu pour son eau douce, ses fruits de baies et ses citronniers. Il y reste les ruines d'un ancien village abandonné et notamment d'une ancienne mosquée de la période de Saladin et de deux mosquées ottomanes. C'est la patrie de l'historien grec du Ve siècle Sozomène (Histoire ecclésiastique, V 15).

### Guerre de 2023-2024 dans la Bande de Gaza
Jabaliya est la cible du premier bombardement israélien après le 7 octobre 2023 ; depuis, elle est intégralement détruite par les bombardements israéliens à partir de l'automne 2023. Le quotidien Le Monde décrit une destruction « méthodique » de la ville par l'armée israélienne, « à coups de missiles, de bombes, d’obus de chars et de bulldozers ».

#### Siège d'octobre 2024
Jabaliya est encerclée en octobre 2024 par l'armée israélienne qui y mène une offensive majeure à partir du 6 octobre. Environ 430 000 personnes vivent alors dans les ruines de la ville selon une estimation de l'ONU. Dès la fin septembre ou le début octobre, l’approvisionnement en eau et en nourriture est totalement coupé. Un quartier du nord est intégralement détruit le 7 octobre, et la dernière boulangerie du secteur le 8 octobre. Les habitants cherchant à fuir sont pris pour cibles, tandis que l'approvisionnement en aide humanitaire et en matériel médical est bloqué, : les deux routes indiquées par les autorités israéliennes pour l'évacuation comme sûres, les avenues Al-Rachid et Salaheddine, sont aussi des cibles pour l’armée israélienne et survolées par des drones et la cible des tireurs d'élite israéliens. Dix-sept personnes, dont neuf enfants, sont tués lors des bombardements israéliens le 6 octobre 2024. D'autres bombardements visant des écoles reconverties en centres pour réfugiés font trente morts le 11 octobre. L’hôpital de la ville est aussi bombardé, ainsi que les équipes de secours. En une semaine, au moins cent-trente personnes sont tuées. Le 14 octobre, au moins onze personnes sont tuées par des tirs israéliens. Au 20 octobre, après deux semaines de bombardements, on dénombre plus de 400 morts. Un membre de Médecins sans frontières fait partie des victimes, a annoncé l'ONG. Au 23 octobre, plus de 700 personnes ont été tuées. Les enterrements ne pouvant souvent plus avoir lieu, les corps des victimes sont dévorés par les chiens errants. Un bombardement israélien le 10 novembre fait au moins 25 morts, dont 13 enfants.  Un bombardement israélien fait au moins 15 morts et plus de 20 blessés le 1er janvier 2025. Huit personnes, dont deux enfants et deux femmes, sont tuées et trente blessées, dont dix-neuf enfants, dans une frappe israélienne sur des réfugiés le 11 janvier 2025.
La responsable de l'ONU pour l'aide humanitaire dénonce à la mi-octobre les « horreurs indescriptibles » subies par les habitants et a appelé, de même que l'OMS et Médecins sans frontières, au « respect du droit humanitaire international » qui prévoit notamment que les civils et les infrastructures de santé soient épargnés. Les forces israéliennes ont refusé toutes les demandes d'accès de l'ONU pour secourir les personnes blessées piégées sous les décombres. Volker Türk, le Haut-commissaire aux droits de l'homme de l'ONU, affirme fin octobre que les actions d'Israël pourraient s'apparenter à « des atrocités criminelles ».
Parmi les quatre journalistes encore présents dans le secteur début octobre, un a été tué et deux blessés gravement par les tirs de l'armée israéliennes, intentionnels semble-t-il. Seul un exerce encore, s’attendant à mourir.
L'armée israélienne commence à autoriser l'évacuation de plusieurs dizaines de milliers de personnes à partir du 21 octobre. Les personnes autorisées à partir ont d'abord été interrogées sur leur entourage et leurs voisins afin de livrer les noms de ceux travaillant avec le Hamas. Beaucoup sont victimes de violences au cours de leur interrogatoire. En Israël, des dirigeants politiques, dont des ministres, appellent publiquement à la colonisation du nord de la bande de Gaza après la guerre, ce qui pourrait expliquer pourquoi l'armée israélienne cherche à vider Jabaliya et les localités alentour de l'ensemble de leurs habitants alors que Giora Eiland, général israélien en retraite, indique que l’armée compte affamer à mort les militants du Hamas présents à Jabaliya.

## Galerie

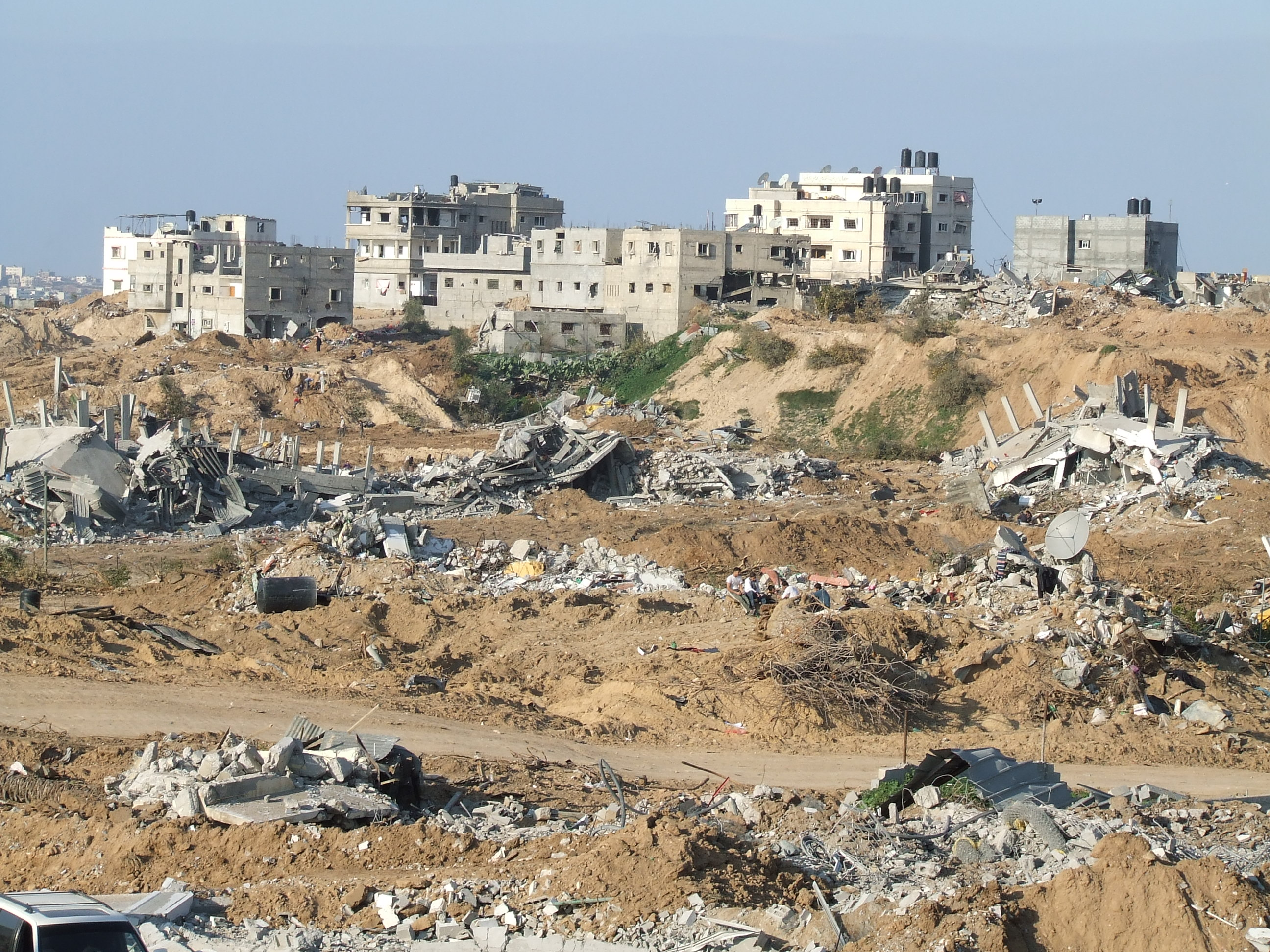
Après le retrait des troupes israéliennes lors de l'opération Plomb durci, 2009.
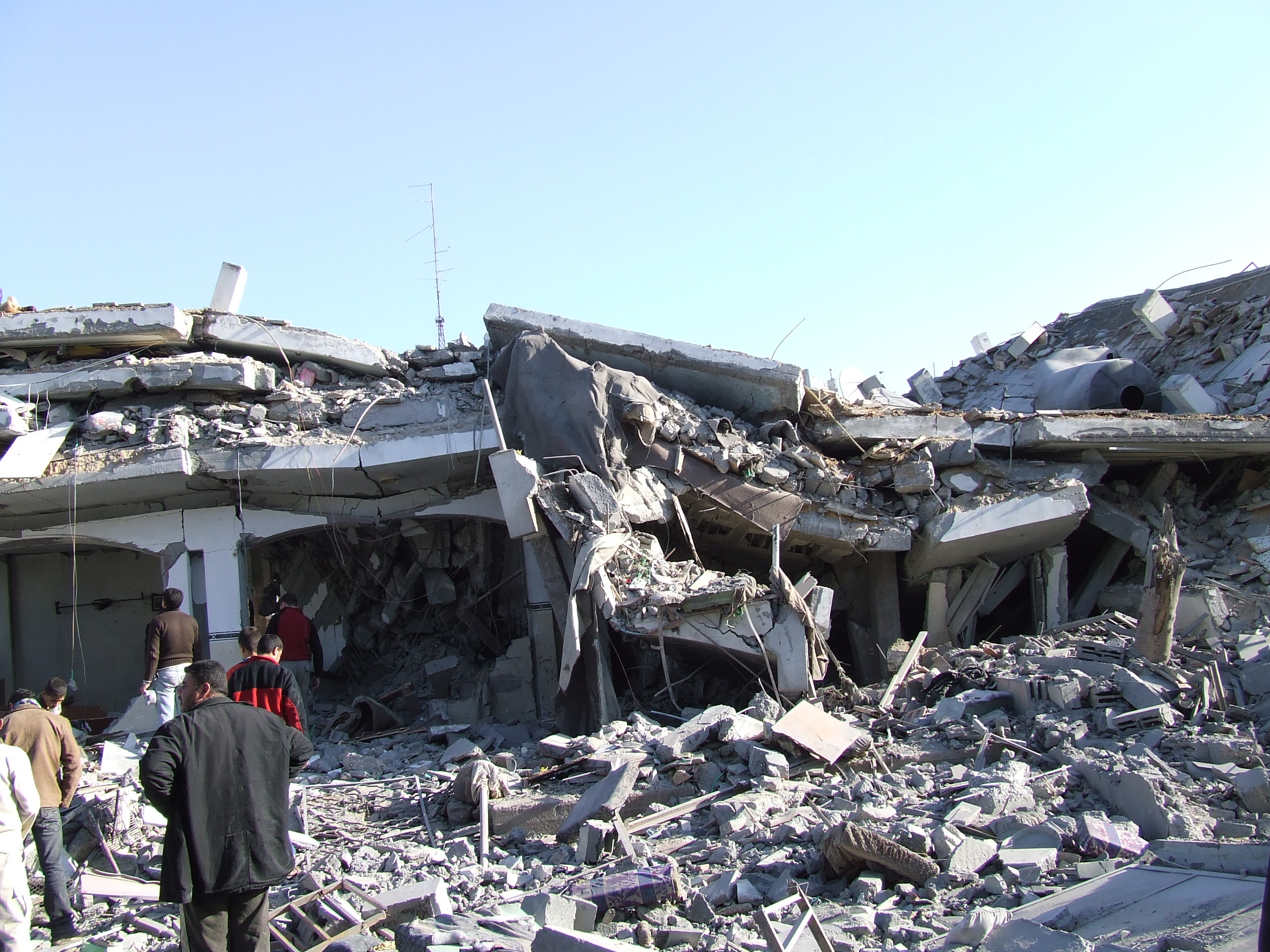
7 janvier 2009.
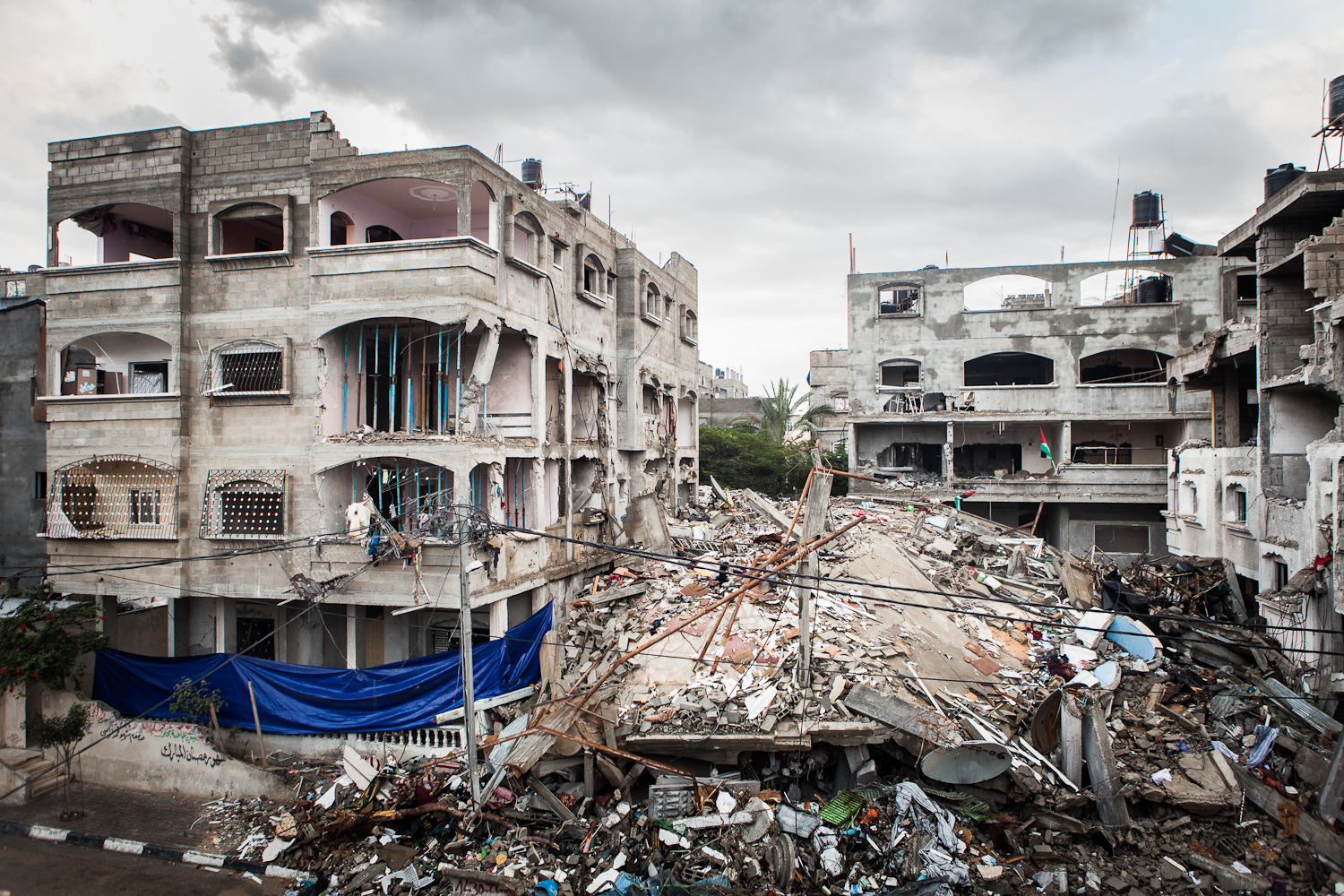
Bombardement israélien en octobre 2012.